# Таричени (Калараш)
Таричени (рум. Tăriceni) насеље је у Румунији у округу Калараш у општини Фрасинет. Oпштина се налази на надморској висини од 17 m.

## Становништво
Према подацима из 2002. године у насељу је живело 41 становника, од којих су сви румунске националности.